# Дизајн корисничког интерфејса
Дизајн корисничког интерфејса или пројектовање корисничког интерфејса је дизајн корисничких интерфејса за машине и софтвер, као што су рачунари, кућни апарати, мобилни уређаји и други електронски уређаји, са фокусом на повећавање употребљивости и корисничког искуства . Циљ дизајна корисничког интерфејса је да интеракцију корисника учини што једноставнијом и ефикаснијом, у смислу остваривања корисничких циљева (дизајн усмерен на корисника).
Добар дизајн корисничког интерфејса олакшава дораду задатка без привлачења непотребне пажње. Графички дизајн и типографија се користе да подрже његову употребљивост, утичући на то како корисник врши одређене интеракције и побољшавајући естетску привлачност дизајна; естетика дизајна може повећати или умањити способност корисника да користи функције интерфејса. Процес дизајнирања мора уравнотежити техничку функционалност и визуелне елементе (нпр. ментални модел) да би се створио систем који није само оперативан, већ и употребљив и прилагодљив променљивим потребама корисника.
Дизајн интерфејса је укључен у широк спектар пројеката од компјутерских система, до аутомобила и комерцијалних авиона; сви ови пројекти укључују много истих основних људских интеракција, али захтевају и неке јединствене вештине и знања. Као резултат тога, дизајнери имају тенденцију да се специјализују за одређене врсте пројеката и имају вештине усредоточене на њихову стручност, било да се ради о софтверском дизајну, корисничком истраживању, веб дизајну или индустријском дизајну .

## Процеси
Дизајн корисничког интерфејса захтева добро разумевање потреба корисника. Постоји неколико фаза и процеса у дизајну корисничког интерфејса, од којих су неки захтевнији од других, у зависности од пројекта. (Напомена: за остатак овог одељка, реч систем се користи да означи било који пројекат, било да је у питању веб локација, апликација или уређај.)
- Прикупљање захтева за функционалност - састављање пописа функционалности потребних систему за постизање циљева пројекта и потенцијалних потреба корисника.
- Анализа корисника и задатака - облик теренског истраживања, то је анализа потенцијалних корисника система проучавањем начина на који они обављају задатке које дизајн мора да подржи, као и вођење интервјуа како би се разјаснили њихови циљеви.[3] Типична питања укључују:
  - Шта би корисник желео да систем ради?
  - Како би се систем уклопио у нормалан радни процес или дневне активности корисника?
  - Колико је технички искусан корисник и које сличне системе корисник већ користи?
  - Који изглед и стил интерфејса привлачи корисника?
- Информациона архитектура - развој процеса и/или проток информација система (тј. за телефонске системе стабла, ово би био дијаграм тока стабла са опцијама, а за веб сајтове то би био ток странице који показује хијерархију страница).
- Израда прототипа - развој жичаних оквира, било у облику папирних прототипова или једноставних интерактивних екрана. Ови прототипови су лишени свих изгледа и осетљивих елемената и већине садржаја како би се концентрисали на интерфејс.
- Инспекција употребљивости - омогућава евалуатору да прегледа кориснички интерфејс. Ово се генерално сматра јефтинијим за имплементацију од тестирања употребљивости (види корак испод), и може се користити на самом почетку развоја, јер се може користити за процену прототипа или спецификација система, које се обично не могу тестирати на корисницима. Неке уобичајене методе контроле употребљивости укључују когнитивни пролаз, који фокусира једноставност на извршавање задатака са системом за нове кориснике, хеуристичку процену, у којој се скуп хеуристика користи за идентификовање проблема употребљивости у дизајну корисничког интерфејса, и плуралистички пролаз, у којем одабрана група људи пролази кроз сценариј задатка и расправља о питањима корисности.
- Тестирање употребљивости - тестирање прототипа на стварног корисника — често помоћу технике која се зове протокол размишљања наглас када тражите од корисника да прича о својим мислима током искуства. Тестирање дизајна корисничког интерфејса омогућава дизајнеру да схвати пријем дизајна са становишта посматрача, и на тај начин олакшава креирање успешних апликација.
- Дизајн графичког корисничког интерфејса - стварни изглед и осећај дизајна коначног графичког корисничког интерфејса. То су контролни панели и лица дизајна; гласовно управљани интерфејси укључују усмено-слушну интеракцију, док интерфејси засновани на гестама сведоче да корисници користе просторе 3Д дизајна преко телесних покрета. Може се заснивати на налазима који су развијени током истраживања корисника и побољшати како би се решили проблеми употребљивости пронађени кроз резултате тестирања.[4] У зависности од типа интерфејса који се ствара, овај процес обично укључује неко компјутерско програмирање да би се валидирали обрасци, успоставиле везе или извршила жељена акција.[5]
- Одржавање софтвера - Након имплементације новог интерфејса, повремено одржавање може бити потребно за поправљање софтверских грешака, промену функција или комплетну надоградњу система. Када се донесе одлука о надоградњи интерфејса, надограђени систем ће проћи кроз другу верзију процеса дизајна и почеће да понавља фазе животног циклуса интерфејса. [6]